# Vall de les Reines

La Vall de les Reines (àrab: وادي الملكات, Wādī al-Malikāt) és el nom d'una necròpolis de l'oest de Luxor, on foren enterrades moltes reines d'Egipte i els seus fills, que es diu en àrab Biban al-Harim (traduït, les portes de les dones) o Biban al-Sultanat. Està al sud de la vall dels Reis, a un quilòmetre al nord de Madinet Habu i a l'oest del gran temple de Tuthmosis III.
| t&A | Q1 | t · O1 | F35 | F35 | F35 | A51 | Z3 |

| t&A | Q1 | t · O1 | F35 | F35 | F35 | A51 | Z3 |

Hi ha tombes de membres de les dinasties XVII, XVIII i XIX.
Foren excavades a partir del 1903 per Ernesto Schiaparelli, que va enregistrar l'existència de 79 tombes tot i que, malauradament, es trobaven molt deteriorades pel pillatge que havien patit, ja des de finals de l'època ramèsida. La més destacada és la de Sitre, esposa de Ramsès I, però la més coneguda és la QV66 de Nefertari, la gran esposa reial de Ramsès II (que es pot visitar, però té un nombre limitat de visites cada dia), que està molt ben conservada. Altres tombes destacades, on la decoració de pintura està ben conservada, són les d'Amun-her-khepeixef i Khaemwaset, dos fills de Ramsès III.

## Descripció
La vall està situada prop de la Vall dels Reis, a la riba oest del Nil. Aquesta zona va ser triada a causa de la seva la proximitat a Tebes. Els faraons de la dinastia XVIII, en comptes de la tradicional construcció de les piràmides com a cambres funeràries, i potser a causa de la seva vulnerabilitat davant dels lladres, van triar ser enterrats en tombes excavades a la roca.
El conjunt està format per diversos uadis (valls):
- Vall de les Reines, la vall principal i més gran,
- Vall del Príncep Ahmose, que rep el seu nom pel propietari de la primera tomba que s'hi va descobrir, la QV88.
- Vall del Dòlmen, nom que prové d'unes roques amb aquesta forma.
- Vall de la Corda, anomenada així per la troballa d'una cordes coptes
- Vall de la Gran Cascada, perquè s'hi formava un torrent en època de pluges,
- Vall de les Tres Fosses, que deu el nom a tres tombes en fossa que s'hi van trobar.

## Geologia

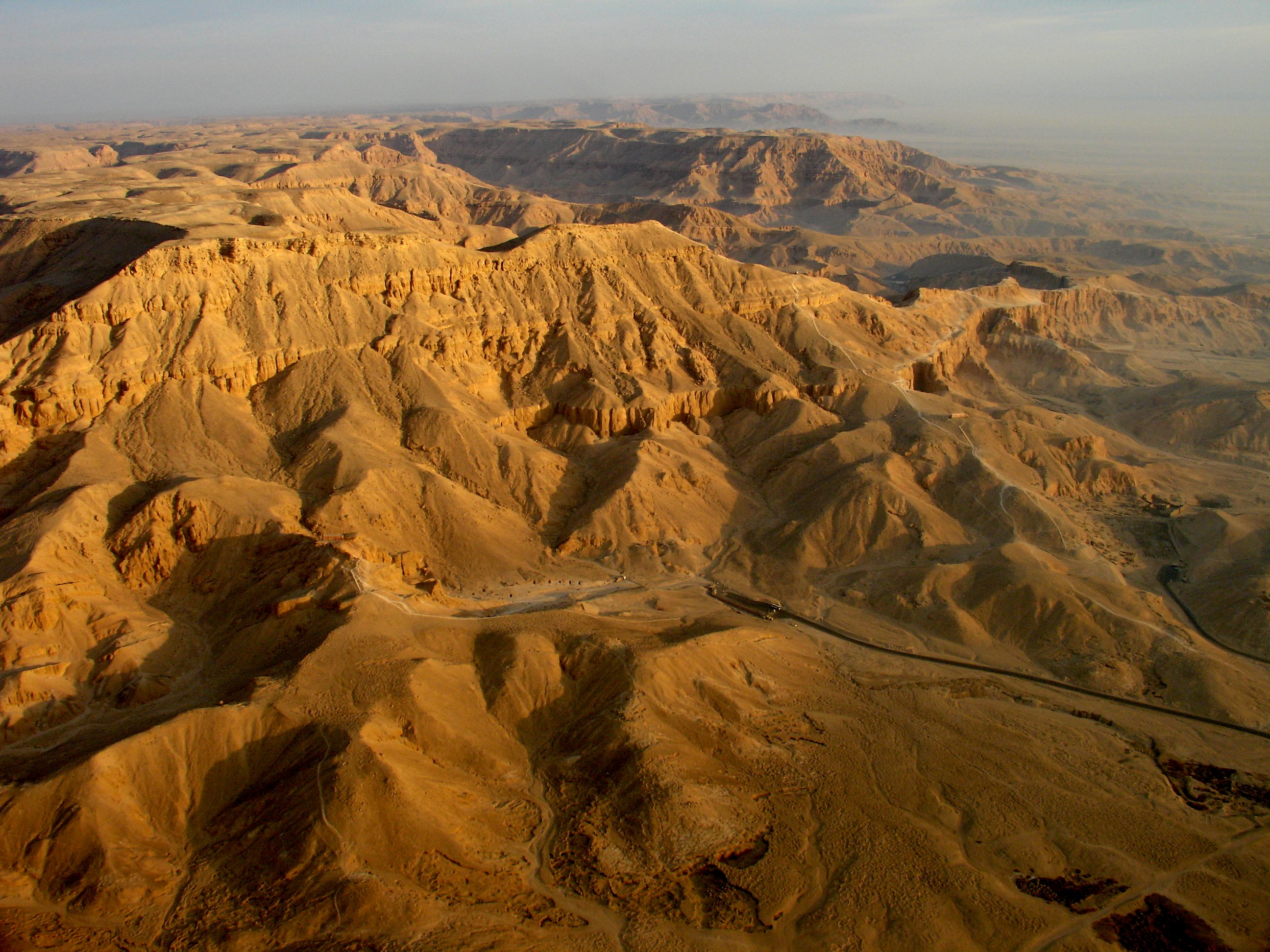
Vista aèria de la Vall de les Reines.

La Vall de les Reines es troba en una sèrie geològica de calcàries, margues, argiles, guixos i esquists. Les argiles de la vall han experimentat una expansió i una contracció a causa de les inundacions recurrents a tota la vall. Aquesta contracció ha estat una de les causes de la construcció inestable i posterior dany a la tombes de la vall. Els despreniments de roques resultants dels dipòsits d'argila i dels esdeveniments tectònics han danyat no només les tombes de la vall sinó també les pintures murals que hi ha al seu interior.
El paisatge actual de la Vall de les Reines es va generar a través de falles i posterior enfonsament durant les èpoques del pliocè i el Plistocè. Així, l'estratigrafia horitzontal original de la zona ha estat objecte d'inclinació. Aquesta inclinació ha revelat dipòsits de minerals com d'anhidrita, guix i halita. La sal de l'halita al sòl també perjudica les pintures de les tombes. L'aigua subterrània filtrant ha impregnat les tombes i és la causa de la sal dissolta present i recristal·litzada.[5]

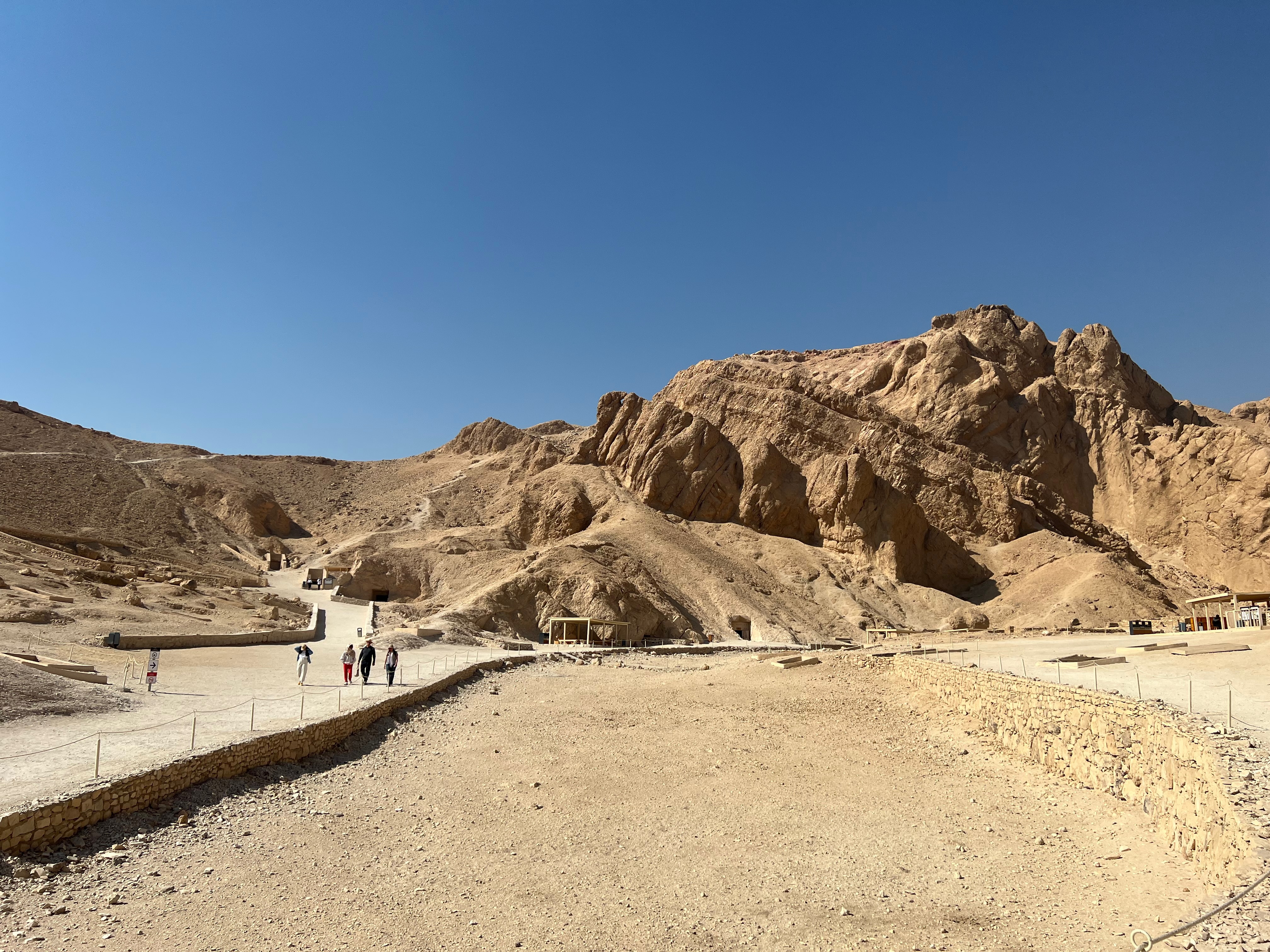
Vista de la Vall de les Reines.

Es creu que el guix, juntament amb l'argila, són els guixos utilitzats a l'antic Egipte. A causa de la manca de dades, però, és difícil determinar què componen exactament els guixos antics. Aquestes creences han estat refusades a causa de les variacions del color del guix, la duresa i la quantitat utilitzada en una tomba particular.

## Cronologia

### Dinastia XVIII
Una de les primeres tombes construïdes a la Vall de les Reines és la tomba de la princesa Amosis, filla de Seqenenre Tao i la reina Sitdjehuti. Aquesta tomba probablement data del regnat de Tutmosis I. Les tombes d'aquest període també inclouen diversos membres de la noblesa, inclòs un cap dels estables i un djati.
Les tombes de la Vall de les Tres Fosses daten majoritàriament del període tutmòside. Els sepulcres estan etiquetats amb lletres A - L. Aquesta vall també conté tres sepulcres de fossa, que són l'origen del nom de la vall. Les etiquetes modernes d'aquestes tres tombes són QV 89, QV 90 i QV 91.
La Vall del Dolmen conté un antic camí utilitzat pels obrers que viatjaven des de Deir al-Madinah fins a la Vall de les Reines. Al llarg d'aquest camí hi ha un petit temple excavat a la roca dedicat a Ptah i Meretseger.

Vas canopi del noble Imhotep, la tomba del qual es troba a la Vall de les reines.

Les tombes d'aquest període són generalment de forma senzilla i consisteixen en una cambra i un pou per a l'enterrament. Algunes de les tombes es van ampliar de mida per acollir més d'un enterrament. Les tombes inclouen les de diversos prínceps i princeses reials, així com les d'alguns nobles.
A la vall s'hi va localitzar una tomba de les princeses, que data de l'època d'Amenhotep III. Les troballes de la tomba es troben en museus i inclouen fragments d'equipament funerari de diversos membres de la família reial. Entre les peces hi ha un vas canopi de l'esposa del rei, Henut. Es creu que va viure a mitjans de la dinastia XVIII. El seu nom estava emmarcat dins d'un cartutx. Es van trobar fragments de vasos canopis que esmenten el príncep Menkheperre, fill de Tuthmosis III i Merit-Ra Hatxepsut. La gran esposa d'un rei, Nebetnehat, de mitjan dinastia XVIII està documentada perquè el seu nom estava dins d'un cartutx sobre vasos canopis. També s'hi van trobar fragments de vasos canopis amb el nom de Ti, la filla del rei, de mitjan dinastia XVIII.

### Dinastia XIX
Durant la XIX dinastia l'ús de la vall es va fer més selectiu. Les tombes d'aquesta època pertanyen exclusivament a dones reials. Moltes de les esposes d'alt rang de Ramsès I, Seti I i Ramsès II hi van ser enterrades. Un dels exemples més coneguts és el lloc de descans excavat a la roca per a la reina Nefertari (1290-1224 aC). Els relleus policroms de la seva tomba segueixen intactes. Altres membres de la família reial van seguir sent enterrats a la Vall dels Reis. La tomba KV5, la tomba dels fills de Ramsès II, és un exemple d'aquesta pràctica.

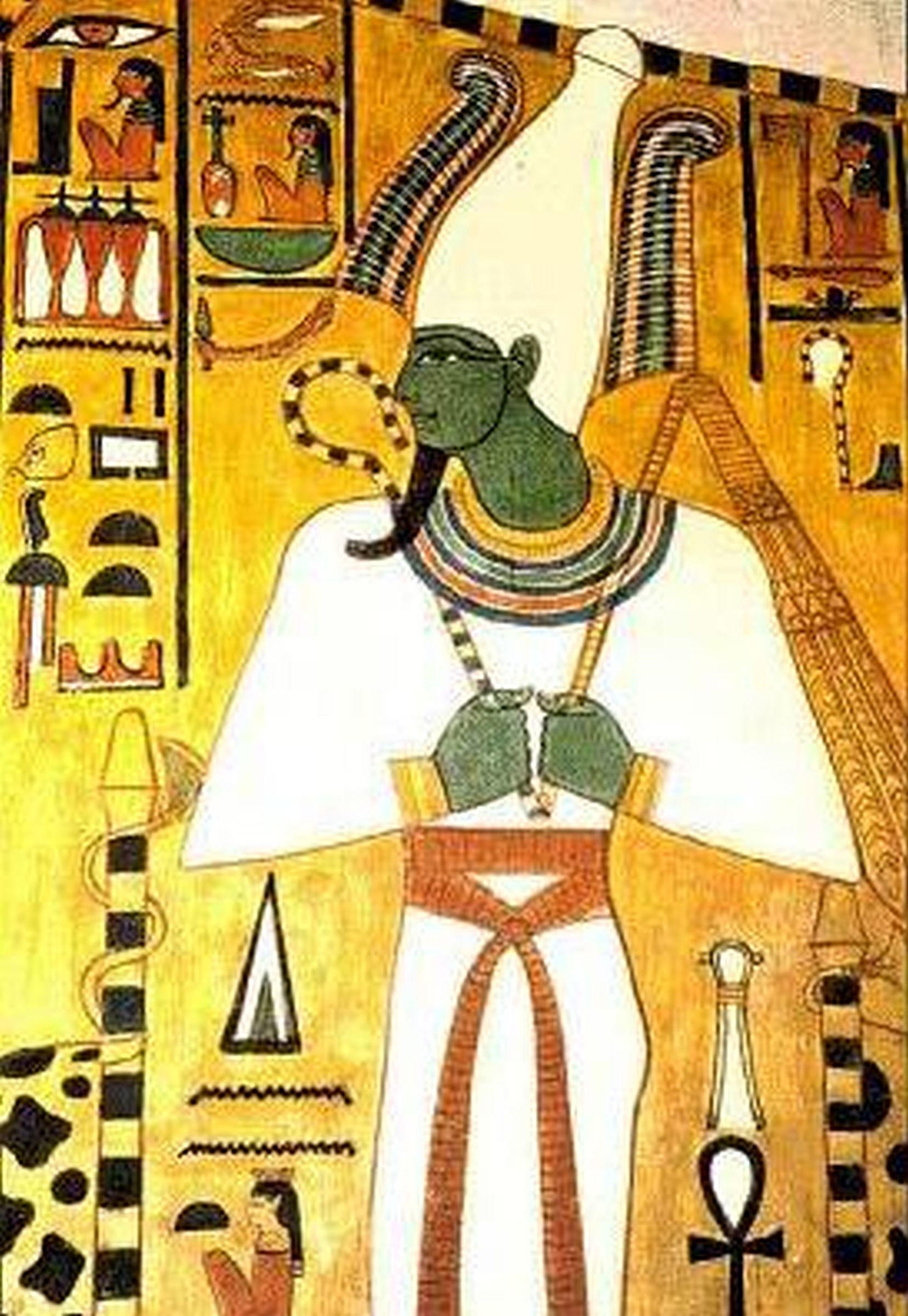
Detall de la tomba de Nefertari

La tomba de la reina Satre (QV 38) va ser probablement la primera tomba construïda d'aquesta dinastia. Segurament la van començar durant el regnat de Ramsés I i va acabar-se durant el regnat de Seti I. Es van preparar diverses tombes sense tenir en compte un propietari, i els noms s'hi van incloure a la mort de la dona reial.

### Dinastia XX
A l'inici de la dinastia XX, la vall encara s'utilitzava àmpliament. S'hi van preparar sepulcres per a les esposes de Ramsès III i, a diferència de les convencions de la dinastia anterior, també s'hi van preparar diverses tombes per als fills reials. La construcció de sepulcres hi va continuar almenys fins al regnat de Ramsès VI. El Papir de Torí esmenta la construcció de sis tombes durant el regnat de Ramsès VI. No se sap a quines tombes fa referència.
Hi ha evidències de turbulències econòmiques durant la dinastia XX. Els registres mostren que els obrers van fer vaga durant el regnat de Ramsès III, i cap al final de la dinastia hi ha registres de robatoris de tombes.

### Tercer Període Intermedi i posterior
La vall ja no era un lloc de sepultura reial després de la dinastia XX. Moltes de les tombes van ser reutilitzades. Se'n van modificar diverses perquè poguessin acollir múltiples enterraments. En alguns casos, això va implicar excavar fosses funeràries a les tombes existents.
No se'n sap gaire sobre l'ús de la Vall de les Reines durant el període ptolemaic, però durant el període romà hi va haver un ús renovat i extens de la vall com a lloc d'enterrament. Durant el període copte s'hi van aixecar alguns refugis ermitans. Les tombes QV60 (Nebettaui) i QV73 (Henuttaui) mostren signes d'ocupació copta. Les escenes de les parets estaven cobertes amb guix i decorades amb símbols cristians. La presència cristiana va durar fins al segle VII dC.

## Amenaces a la conservació
Els esforços de conservació a la Vall de les Reines lluiten contra diversos factors, com ara el turisme de masses i els riscos naturals.

### Turisme de masses
Amb l'auge de la indústria turística, l'afectació dels humans als jaciments arqueològics s'està convertint en un tema d'interès per als equips de preservació. La mida relativament petita i el delicat ecosistema de moltes de les tombes de la Vall de les Reines estan amenaçats per la interacció humana. Un desequilibri d'humitat i CO2 aportat pels humans contribueix a la degradació continuada de les tombes i de l'art que hi ha al seu interior. Altres factors que porten al deteriorament de la tomba són els grafits, els tocaments i els cops de cap a causa dels espais petits.

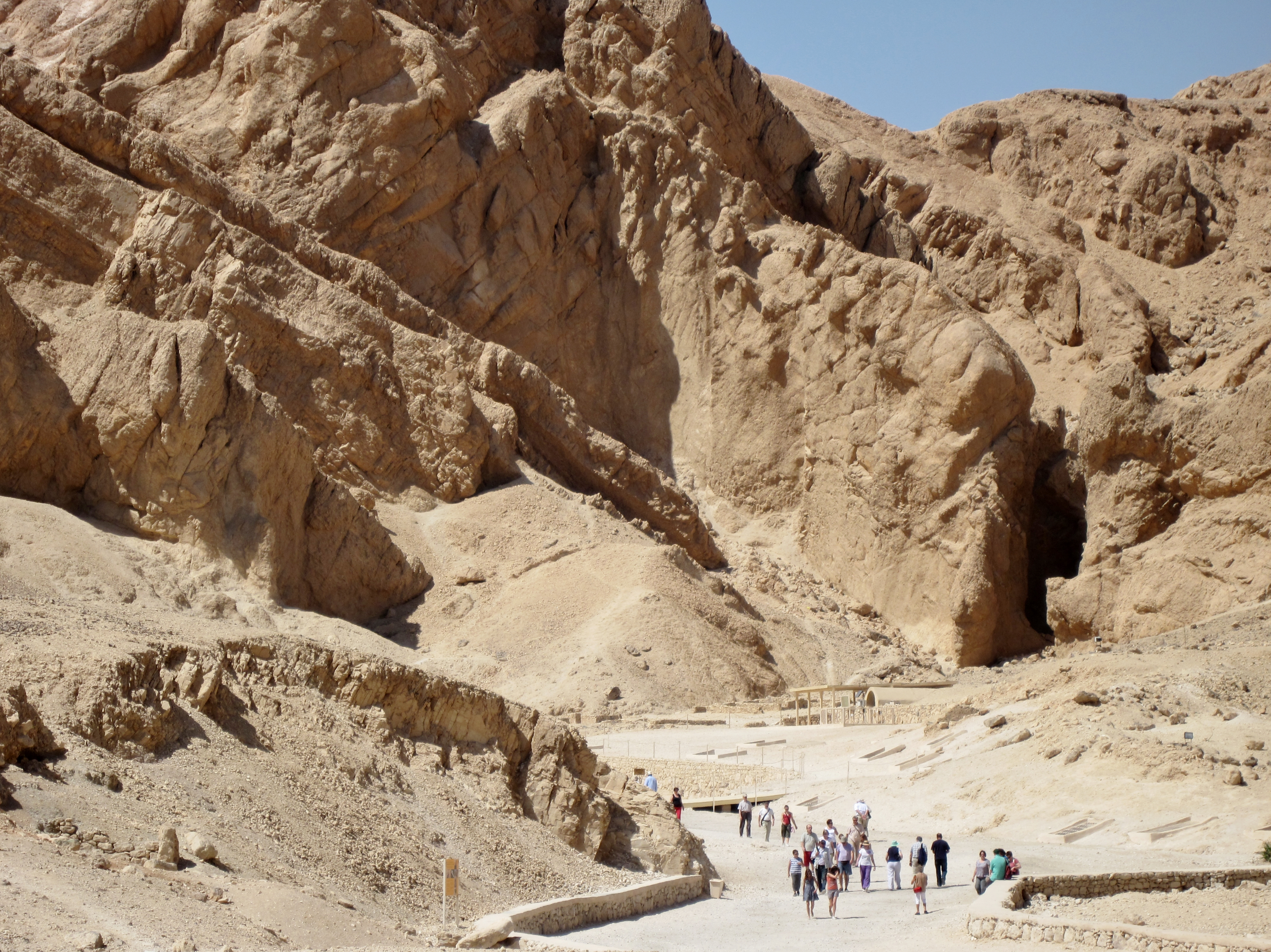
Visitants a la Vall de les Reines.

Les lluminàries instal·lades en algunes de les tombes per a una millor visió també són una amenaça per a la conservació de la zona. Grans quantitats de borrissol de la roba dels visitants es mantenen a l'aire i s'assenten als sòls de la tomba i altres accessoris, creant un major risc d'incendi. A mesura que s'instal·la borrissol a les lluminàries modernes, la probabilitat de combustió augmenta.
Les mesures preses per combatre i limitar els efectes turístics a les tombes de la Vall de les Reines consisteixen en construir camins emmurallats que controlin el trànsit turístic i construint refugis en algunes de les tombes més populars, com ara la QV 66 (la tomba de Nefertari). Altres mètodes utilitzats per preservar la tomba de Nefertari són un temps de visualització limitat a 15 minuts, la compra de bitllets per separat i l'addició d'un sistema de circulació d'aire dins la tomba. Pel que fa a la resta de tombes, s'hi han instal·lat escuts de plexiglàs i terres de fusta per protegir els enterraments i els seus llocs de descans.

### Poblacions animals
Hi ha colònies de ratpenats ubicades en tombes obertes. Encara que són beneficiosos per a l'ecosistema natural, els ratpenats són perjudicials per a les tombes, les pintures murals i la salut dels turistes de la vall. L'orina i les femtes dels ratpenats danyen les roques, els guix i les pintures utilitzades per a la construcció i la decoració de la tomba. També es deriva dels excrements de ratpenat l'augment de la possibilitat que els visitants pateixin histoplasmosi. El contacte amb les poblacions de ratpenats també augmenta la possibilitat de mossegades i la transmissió de la ràbia.
En un intent de limitar l'ocupació de ratpenats de determinades tombes, s'ha proposat la instil·lació de portes. Les poblacions de ratpenats s'han d'eliminar de les tombes abans que es pugui prendre qualsevol mesura preventiva. A causa de la importància ecològica, s'han seleccionat algunes tombes per romandre obertes per a les colònies de ratpenats. Les tombes seleccionades són les següents: QV 15, QV 48 i QV 78.

## Tombes principals
| Tomba | Nom del titular de la tomba    | Estatus            | Període        | Comentaris                                                                                           |
| ----- | ------------------------------ | ------------------ | -------------- | --- |
| QV8   | Hori i la filla d'un rei       | príncep / princesa | dinastia XVIII | |
| QV17  | Meritre i Wermeryotes          | princeses          | dinastia XVIII | |
| QV30  | Nebiri                         | cap dels estables  | dinastia XVIII | regnat de Tuthmosis III                                                                              |
| QV31  | anònima                        | reina              | dinastia XIX   | època de Seti I                                                                                      |
| QV33  | Tanedjemet                     | princesa-reina     | dinastia XIX   | època de Seti I                                                                                      |
| QV34  | anònima                        | princesa-reina     | dinastia XIX   | època de Seti I                                                                                      |
| QV36  | anònima                        | princesa-reina     | dinastia XIX   | època de Seti I                                                                                      |
| QV38  | Sitre                          | reina              | dinastia XIX   | esposa de Ramsès I                                                                                   |
| QV40  | anònima                        | princesa-reina     | dinastia XIX   | època de Seti I                                                                                      |
| QV42  | Pareherwenemef                 | príncep            | dinastia XX    | fill de Ramsès III, possiblement també ocupada per Minefer, esposa de Ramsès III                     |
| QV43  | Seth-her-khopsef (Ramsès VIII) | príncep            | dinastia XX    | fill de Ramsès III, faraó amb el nom de Ramsès VIII, la tomba no es va fer servir                    |
| QV44  | Khaemwaset                     | príncep            | dinastia XX    | fill de Ramsès III, enterrat durant el regnat de Ramsès IV                                           |
| QV46  | Imhotep                        | visir              | dinastia XVIII | vizir amb Tuthmosis I                                                                                |
| QV47  | Ahmose                         | princesa           | dinastia XVII  | filla de Tao II i Sitdjehuti                                                                         |
| QV51  | Isis Ta-Hemdjert               | reina              | dinastia XX    | esposa de Ramsès III, mare de Ramsès VI                                                              |
| QV52  | Tyti                           | princesa-reina     | dinastia XX    | esposa de Ramsès III, filla de Setnakhte                                                             |
| QV53  | Ramsès-Meriamon (Ramsès IV)    | príncep            | dinastia XX    | fill de Ramsès III, faraó amb el nom de Ramsès IV, la tomba no es va fer servir i fou enterrat a KV2 |
| QV55  | Amun-her-khepeixef             | príncep            | dinastia XX    | fill de Ramsès III                                                                                   |
| QV58  | anònima                        | reina              | dinastia XIX   | època de Ramsès II                                                                                   |
| QV60  | Nebttaui                       | princesa-reina     | dinastia XIX   | filla-esposa de Ramsès II                                                                            |
| QV66  | Nefertari                      | reina              | dinastia XIX   | esposa de Ramsès II                                                                                  |
| QV68  | Meritamon                      | princesa-reina     | dinastia XIX   | filla-esposa de Ramsès II                                                                            |
| QV70  | Nehesi                         |                    | dinastia XVIII | |
| QV71  | Bintanath                      | princesa-reina     | dinastia XIX   | filla-esposa de Ramsès II                                                                            |
| QV72  | Neferhat / Baki                | princesa / príncep | dinastia XVIII | |
| QV73  | Henuttaui                      | princesa-reina     | dinastia XIX   | filla-esposa de Ramsès II                                                                            |
| QV74  | (Dua)Tentopet                  | reina              | dinastia XX    | esposa de Ramsès IV, enterrada en una tomba no usada d'una princesa de la dinastia XIX               |
| QV75  | Henutmire                      | princesa-reina     | dinastia XIX   | filla-esposa de Ramsès II (o potser una germana)                                                     |
| QV76  | Meritre                        | princesa           | dinastia XVIII | |
| QV80  | (Mut-)Tuy                      | reina              | dinastia XIX   | esposa de Seti I i mare de Ramsès II                                                                 |
| QV81  | Heka[...]                      |                    | dinastia XVIII | nom conservat parcialment                                                                            |
| QV82  | Minemhat i Amenhotep           | prínceps           | dinastia XVIII | |
| QV88  | Ahmose                         | príncep            | dinastia XVIII | fill de Nebesu i Ian, la mòmia ho és d'un fetus                                                      |